# Johannes Pietsch
Johannes Pietsch (* 29. dubna 2001 Vídeň), také známý pod svým uměleckým jménem JJ, je rakousko-filipínský zpěvák a skladatel. V roce 2025 reprezentoval Rakousko na soutěži Eurovision Song Contest 2025, kterou s písní „Wasted Love“ vyhrál.

## Životopis
Narodil se ve Vídni rakouskému IT specialistovi a filipínské kuchařce, vyrůstal ale v Dubaji, kde se s rodinou účastnil karaoke večírků a s otcem často navštěvoval operní představení, což ovlivnilo jeho budoucí tvorbu. V roce 2016 se jeho rodina vrátila do Rakouska.
V roce 2020 se zúčastnil deváté řady The Voice UK, do které se přihlásil poté, co se nestihl přihlásit do The Voice of Germany. Jeho koučem byl rapper will.i.am, společně se probojovali do vyřazovací fáze. V následujícím roce se zúčastnil páté série Starmanie, kde se dostal do prvního finále. Kromě operní školy Vídeňské státní opery navštěvuje také Musik und Kunst Privatuniversität der Stadt Wien.
30. ledna 2025 bylo oznámeno, že bude s písní „Wasted Love“ reprezentovat Rakousko na Eurovision Song Contest 2025. Skladbu napsal společně se zpěvačkou Teodorou Špirić a hudebním producentem Thomasem Thurnerem, zveřejněna byla 6. března 2025. Soutěž nakonec se ziskem 436 bodů (176 od diváků, 258 od porotců) vyhrál. Stal se tak prvním výhercem Eurovize, který je jihoasijského původu a zároveň také prvním vítězem narozeným ve 21. století.

## Hudební styl
Pietschův hudební styl kombinuje prvky opery a popu. Jakožto kontratenor „sopránového“ typu s rozsahem sahajícím do vysokých sopránových výšin zkoumá oba žánry prostřednictvím intenzivního a expresivního vokálního a interpretačního přístupu.

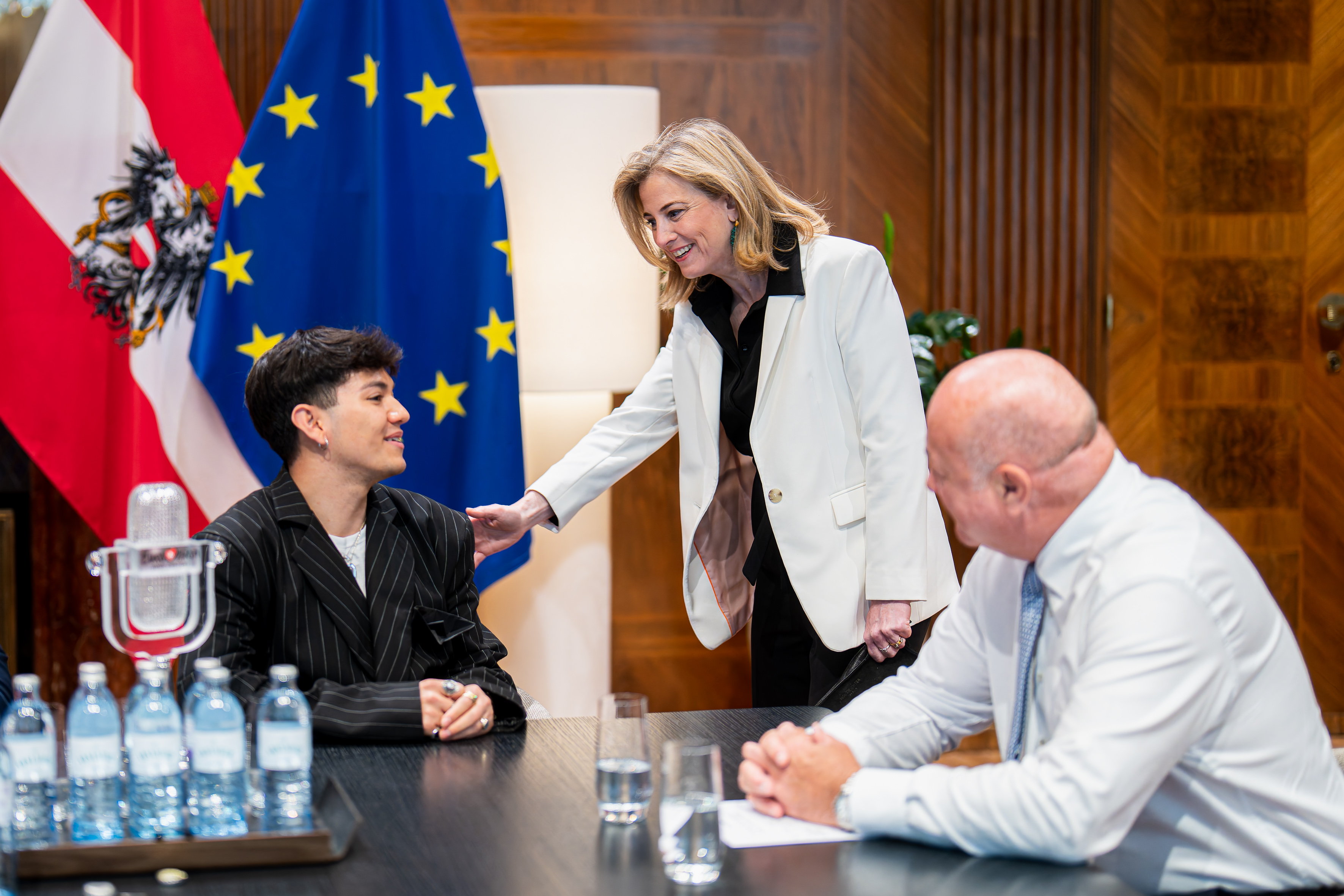
Pietsch na setkání s rakouským spolkovým kancléřem Christianem Stockerem a ministryní pro evropské záležitosti Beatou Meinl-Reisinger, 19. května 2025

## Osobní život
Kromě němčiny, která je jeho rodným jazykem hovoří německy, anglicky, tagalogsky, francouzsky a trochu arabsky. V roce 2025 uvedl, že je queer, a že by chtěl být hlasem homosexuální komunity v Rakousku. 14. června se zúčastnil pochodu hrdosti Vienna Pride. Na tiskové konferenci po svém vítězství v Eurovizi prohlásil, že má přítele.
Po soutěži Pietsch vyjádřil své „zklamání“ nad účastí Izraele na této akci a v rozhovoru pro deník El País uvedl: „Chtěl bych, aby se Eurovize příští rok konala ve Vídni a bez Izraele. Rozhodnutí je ale na EBU. My, umělci, můžeme v této věci pouze vyjádřit svůj názor.“ 

## Diskografie

### Singly
- 2025: „Wasted Love“